# Atelier Iris 3: Grand Phantasm
Atelier Iris 3: Grand Fantasm est un jeu vidéo de rôle sorti en 2006 sur PlayStation 2. Le jeu a été développé par Gust Co. Ltd et édité par Koei en Europe et NIS America en Amérique du Nord.

## Sypnosis
Edge et Iris sont deux membres de la Guilt, une sorte de réseau de chasseurs de primes. Leur objectif est d'obtenir des cristaux.

## Système de jeu
Le gameplay d'Atelier Iris 3 diffère un peu des deux autres. Cet opus donne une part plus importante à la vitesse de jeu qu'à l'exploration du monde. Le joueur a un temps limité pour terminer chaque donjon, nommé ici alterworld. Il y en a 6 au total, entourés de villages et de monstres.
Le système de combat est très similaire à ses prédécesseurs, à quelques exceptions : il n'est maintenant plus possible d'interrompre un combat, une jauge burst a été ajoutée, rendant le personnage plus puissant lorsqu'elle est pleine…
Après avoir complété quelques missions dans un chapitre les missions story apparaissent, elles permettent de progresser dans le scénario.

## Personnages
- Edge Vanhite : le personnage principal. Il est un membre de la Guilt.
- Iris : amie d'Edge, c'est une alchimiste, elle est également un membre de la Guilt. C'est un nouveau personnage dans la série.
- Nell Elis : troisième membre du groupe, c'est une aristocrate qui cherche à reconstituer sa fortune familiale.